# شورت کریک (ویرجینیای غربی)
شورت کریک (به انگلیسی: Short Creek) یک منطقهٔ مسکونی در ایالات متحده آمریکا است که در شهرستان بروک، ویرجینیای غربی واقع شده‌است.